# Hrvatski blok (2002.)
Hrvatski blok - pokret za modernu Hrvatsku (HB) desna je politička stranka u Hrvatskoj. Nastala je 2002. godine nakon neuspjelog pokušaja Ivića Pašalića da na stranačkom saboru Hrvatske demokratske zajednice svrgne Ivu Sanadera, kojega je optužio za skretanje s nacionalističkog kursa i izdaju programa Franje Tuđmana. Iako je tijekom kampanje Pašalić računao na široku podršku unutar HDZ-a, u novoj stranci mu se pridružio samo malen broj pristaša. Većina članova i glasačkog tijela HDZ-a ostalo je vjerno Sanaderu.
HB na parlamentarnim izborima 2003. godine nije uspio ući u Sabor, ali je imao manjih uspjeha na lokalnim izborima 2005. godine.
Na izborima 2007. godine HB je nastupio kao dio koalicije desnih stranaka pod nazivom Jedino Hrvatska. Koalicija nije uspjela prijeći izborni prag. Ubrzo nakon toga Ivić Pašalić napušta politiku, a stranka prelazi u novu - Jedino Hrvatska – Pokret za Hrvatsku.